# Zethus celebensis
Zethus celebensis är en stekelart som beskrevs av Giordani Soika 1958. Zethus celebensis ingår i släktet Zethus och familjen Eumenidae. Inga underarter finns listade i Catalogue of Life.